# صوفيا ليليس
صوفيا ليليس (بالإنجليزية: Sophia Lillis)‏ (مواليد 13 فبراير 2002 في بروكلين)، هي ممثلة أمريكية بدأت مسيرتها الفنية سنة 2013 كممثلة طفلة. اشتهرت بتمثيلها شخصية بيفرلي مارش في فيلم الشيء سنة 2017.

## الأعمال
- الشيء (2017)
- انا لست بخير مع هذا (2020)

## وصلات خارجية
- صوفيا ليليس على موقع IMDb (الإنجليزية)
- صوفيا ليليس على موقع روتن توميتوز (الإنجليزية)
- صوفيا ليليس على موقع ألو سيني (الفرنسية)
- صوفيا ليليس على موقع قاعدة بيانات الفيلم (الإنجليزية)
- صوفيا ليليس على موقع كينوبويسك (الروسية)